# 紹爾巴赫河 (施恩納布河支流)
49°41′28.22″N 12°9′4.48″E / 49.6911722°N 12.1512444°E
紹爾巴赫河（德語：Sauerbach），是德國的河流，位於該國東南部，由巴伐利亞負責管轄，屬於施恩納布河的左支流，河道全長16.1公里，發源自埃本多夫。